# Peter Rideman
Peter Rideman(n), auch als Peter Riedemann oder Peter Ryedemann bekannt, (* 1506 in Hirschberg, Schlesien, Böhmische Krone; † 1556 in Brockó, Königreich Ungarn) gehört zu den bedeutenden Gestalten der reformatorischen Täuferbewegung. Als führender Mann der hutterischen Gemeinschaft gab er dieser ihre konfessionelle Gestalt. Seine Wirkung reicht hier bis in die Gegenwart.

## Anfänge
Rideman erlernte das Schusterhandwerk und kam noch in seiner Heimat mit der lutherischen Reformation in Berührung. Er las die reformatorischen Flugschriften und griff dann zur Bibel, deren Inhalt ihn nach seinen Aussagen als „daz zeuknuss des lebendigen Gottes“ innerlich packte. Zwischen 1527 und 1529 war er in Oberösterreich, wo er Kontakt zu den Täufern fand und sich alsbald – wahrscheinlich durch das Wirken des Täuferpredigers Hans Hut – taufen ließ und einer taufgesinnten Gemeinde anschloss.

## Bedeutung
Rideman war Zeitzeuge der Reformationsbewegung, des Bauernkrieges, der Anfänge des Täufertums und des so genannten Täuferreichs von Münster. Dabei war er nicht nur Beobachter, sondern gehörte als Verfasser der Großen Rechenschaft und als führender Kopf der Hutterer zu den Gestaltern dieser Epoche. 
Seine frühe Theologie macht exemplarisch deutlich, wie die durch reformatorische Flugschriften verbreiteten Ansichten Luthers von den einfachen Leuten, in diesem Fall von einem Schustergesellen, verstanden wurden und wie sie sich unter dem Einfluss der frühen Täuferbewegungen, insbesondere süddeutsch-österreichischer Provenienz, weiter entfalteten. Als umherreisender Täuferprediger wurde Rideman wiederholt verhaftet und ins Gefängnis verbracht (Gmunden, Nürnberg, Marburg). Seine Gefängnisaufenthalte verhalfen ihm zu dem Ruf, ein äußerst standhafter Zeuge Jesu Christi zu sein. Rideman nutzte seine Gefängnisaufenthalte allerdings auch, um sich mit der Kritik am täuferischen Glauben auseinanderzusetzen. Während seiner Haft in Marburg und Wolkersdorf machte er außerdem Bekanntschaft mit dem Engagement Philipps von Hessen, die religiösen und sozialen Verhältnisse in seinem Herrschaftsbereich umzugestalten. 
An den in Mähren ausbrechenden Konflikten zwischen den täuferischen Gruppen der Philipper, Gabrieler und Hutterer war er aufgrund seiner Gefangenschaft nicht beteiligt. Dieser Umstand machte ihn frei, als Vermittler zwischen den rivalisierenden Täufergruppen tätig zu werden. Sein Ziel war es, die verschiedenen Gruppierungen unter dem Dach einer hutterischen Kirche zusammenzuführen. Diese Bemühungen scheiterten. Die Glaubens- und Lebensauffassungen waren doch zu unterschiedlich. Dennoch berief man Rideman, gemeinsam mit Leonhard Lanzenstil, der Hutterer-Gemeinde vorzustehen.

## DieGroße Rechenschaft
Noch während seines hessischen Haftaufenthaltes begann Rideman 1541, seine Große Rechenschaft niederzuschreiben. Der Täuferforscher Hans-Jürgen Goertz umschrieb dieses Werk mit dem Begriff Conforming Nonconformity. Nach dem Ende des täuferischen Königreichs von Münster lag Rideman alles daran, die Hutterer als friedfertige christliche Untertanen und als Vorbilder christlichen Glaubens und Lebens vorzustellen. Mit der Großen Rechenschaft trug er außerdem dazu bei, den Glauben und das Leben der hutterischen Gemeinschaft darzustellen und in Form zu bringen. Seine historische Leistung war es vor allem, dem Hutterertum durch die Zeiten der Verfolgung hindurch einen festen Halt zu geben. Mit seiner Großen Rechenschaft begann der Prozess hutterischer Konfessionsbildung. Diese Schrift wurde zur Bekenntnisschrift der Hutterischen Brüder.

## Werke
- Rechenschaft unseres Glaubens geschrieben zu Gmunden im Land ob der Enns im Gefencknus. 1529–1532
- Rechenschafft unserer Religion, Leer vnd Glaubens, von den Bruedern so man die Hutterischen nennt außgangen durch Peter Ryedeman. 1540–1541